# DragonForce
DragonForce je britanski power metal sastav, osnovan 1999. godine, pod nazivom "DragonHeart", no to ime se ubrzo odbacuje zbog spoznaje da već postoji power metal sastav iz Brazila koji je svojatao to ime.
Njihova specifičnost su iznimno brze gitarske solaže, u tipičnom himničnom zanosu heavy metala. Njihov stil je vrlo raznolik: pjesme su od najlaganijih balada dovedene na razinu velike virtuoznosti i zahtjevnih solo dionica na gitarama i klavijaturama.
Od 2010. godine, pjevač ZP Theart napušta sastav, a zamjenjuje ga Marc Hudson. Theart je kasnije izjavio da je napustio sastav, zato što misli da se glazba sastava uvelike promijenila.

## Članovi
Sadašnji članovi
- Marc Hudson – vokali (2011.–danas)
- Herman Li – gitara, prateći vokali (1999.–danas)
- Sam Totman – gitara, prateći vokali (1999.–danas)
- Gee Anzalone – bubnjevi, udaraljke, prateći vokali (2014.–danas)

Članovi na turnejama
- Alicia Vigil – bas-gitara, prateći vokali (2020.-danas)
- Aquiles Priester – bubnjevi (2020.-danas)

Bivši članovi
- ZP Theart – vokali (1999. – 2010.)
- Steve Scott – bas-gitara, prateći vokali (1999. – 2000.)
- Diccon Harper – bas-gitara (2000. – 2002.)
- Adrian Lambert – bas-gitara, prateći vokali (2002. – 2005.)
- Steve Williams – klavijature, keytar (1999. – 2000., 2000.)
- Matej Setinc – bubnjevi udaraljke (1999.)
- Didier Almouzni – bubnjevi udaraljke (1999. – 2003.)
- Dave Mackintosh – bubnjevi udaraljke, prateći vokali (2003. – 2014.)
- Vadim Pružanov – klavijature, keytar, sintisajzer (2001. – 2019.)
- Frédéric Leclercq – bas-gitara, prateći vokali (2006. – 2019.; na turnejama 2005. – 2006.)

Bivši članovi na turnejama
- Peter Hunt – bubnjevi, udaraljke (2000.)
- Christian Wirtl – bubnjevi, udaraljke (2003.)
- Lindsay Dawson – prateći vokali (2005.)
- Matt Heafy – prateći vokali (2014.)
- Per Fredrik Åsly – vokali (2016.)
- Alessio Garavello – vokali  (2016.)

## Diskografija
Studijski albumi
- Valley of the Damned (2003.)
- Sonic Firestorm (2004.)
- Inhuman Rampage (2006.)
- Ultra Beatdown (2008.)
- The Power Within (2012.)
- Maximum Overload (2014.)
- Reaching into Infinity (2017.)
- Extreme Power Metal (2019.)
- Warp Speed Warriors (2024.)